# François Baudouin

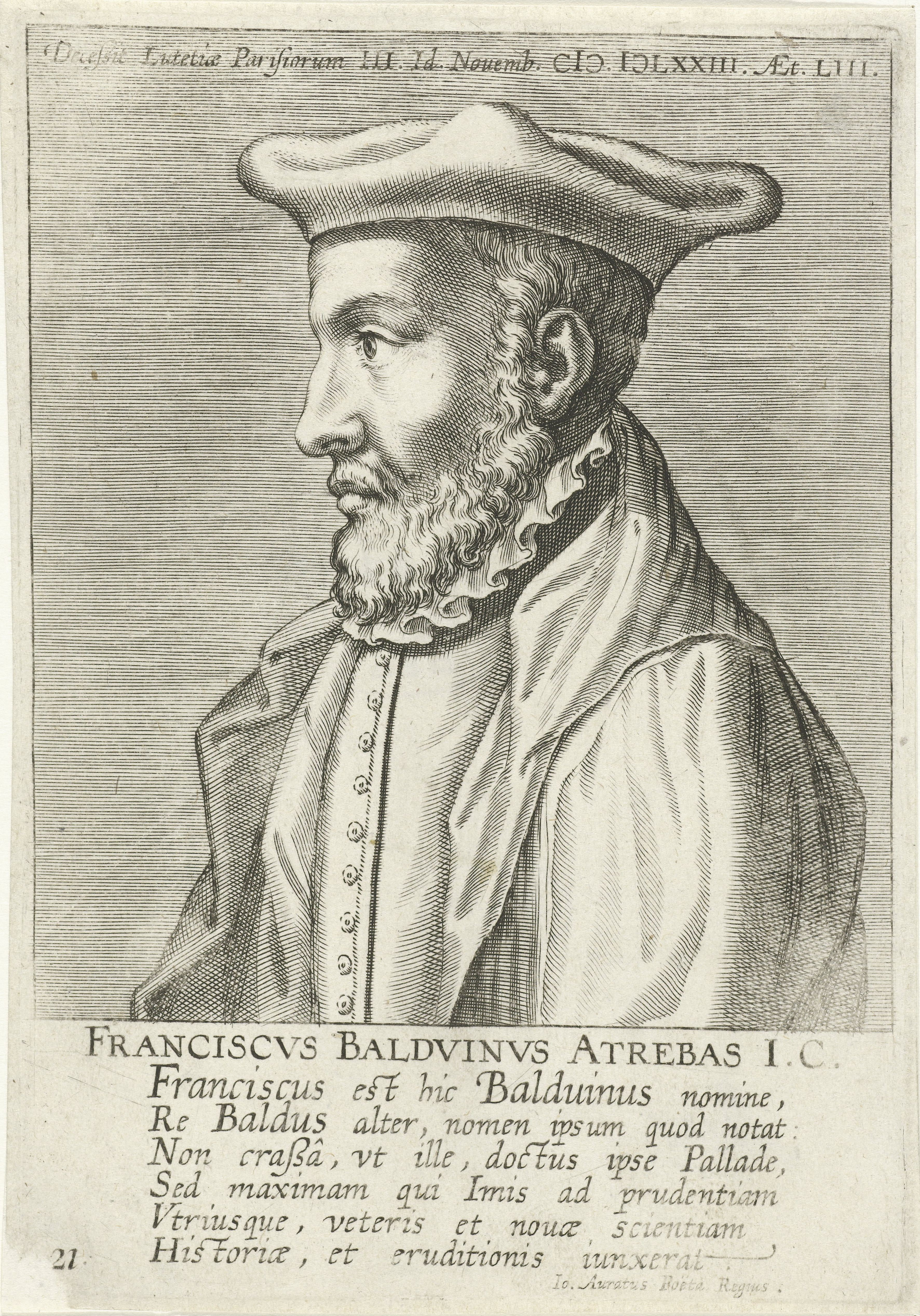
Portretgravure uit 1604

François Baudouin, gelatiniseerd Franciscus Balduinus (Atrecht, 1 januari 1520 – Parijs, 24 oktober 1573) was een rechtsgeleerde, theoloog, historicus en humanist uit de Spaanse Nederlanden. Hij was een kerkhervormer in de erasmiaanse traditie, die na een periode van calvinistische sympathieën uiteindelijk terugkeerde naar het katholicisme, zonder afstand te doen van zijn kritiek op geloofsvervolging. Zijn rechtshistorische methode was vernieuwend voor zowel de rechts- als de geschiedwetenschap. Hij wordt soms beschouwd als de eerste comparatist.

## Leven
Zijn vader Antoine en zijn grootvader Philippe waren procureurs-fiscaal bij de Raad van Artesië. Hij studeerde rechten aan de Universiteit van Leuven, onder meer bij Mudaeus, en trok in 1539 naar Parijs, waar hij Charles Dumoulin als leermeester had. Toen de calvinist Pierre Brully op 19 februari 1545 door het vuur werd terechtgesteld in Doornik, verdachten de inquisiteurs Baudouin ervan dat hij de veroordeelde in Atrecht had ontmoet en ontboden ze hem voor ondervraging. Hij ging er niet op in en werd bij verstek veroordeeld tot eeuwige verbanning uit de Spaanse Nederlanden en verbeurdverklaring van zijn bezittingen.
Daarna reisde Baudouin naar Duitsland en Zwitserland. In Straatsburg sloot hij vriendschap met Martin Bucer en in Genève werd hij secretaris van Johannes Calvijn, hoewel ze in conflict raakten en in 1562 een hevige pamflettenstrijd zouden uitvechten. In 1548 trok Baudouin naar de Universiteit van Bourges, waar hij doctoreerde in de rechten onder Éguiner Baron en ook doceerde. Hij trouwde er met een zekere Catherine Biton, weduwe van Philippe Labbe, en kreeg met haar een dochter Catherine. In 1555 verliet hij de Universiteit van Bourges voor die van Heidelberg.
Begin 1561 keerde Baudouin terug naar Frankrijk in het gevolg van de erfgenaam van de paltsgraaf, die koning Karel IX van Frankrijk kwam feliciteren met zijn troonsbestijging. Hij knoopte vriendschappen aan met de koning van Navarra en de prins van Condé. In het religieuze conflict van die tijd, met name op de conferentie van Poissy, steunde hij met historische en juridische argumenten de standpunten van de irenici en de "moyenneurs", zoals zijn Vlaamse vriend Joris Cassander.
Dankzij aartsbisschop Maximiliaan van Bergen en andere invloedrijke kennissen werd het vonnis tegen hem op 27 mei 1563 ingetrokken. Hij accepteerde de voorwaarde die eraan was verbonden, namelijk een schriftelijke en publieke afzwering van zijn fouten, wat in juli plaatsvond in Leuven. In die maand had hij ook een geheime ontmoeting met Willem van Oranje in het Zoniënwoud. De prins was in contact gekomen met Baudouin door diens ex-student Lodewijk van Nassau, en zal vermoedelijk over geloofskwesties hebben gepraat, al won hij misschien ook juridisch advies in. Daarnaast sprak de humanist met Granvelle en Viglius. De weerslag van zijn gesprek met Oranje liet hij anoniem in druk verschijnen.
Baudouin werd professor aan de Universiteit van Douai, maar keerde na de komst van Alva wijselijk terug naar Frankrijk. Hij werd er in 1568 benoemd tot rekwestmeester van de hertog van Anjou, broer van de koning. Het jaar daarna begon hij te doceren aan de universiteit van Angers. In augustus 1572 vond de Bartholomeüsnacht plaats en eiste men dat Baudouin deze slachting zou rechtvaardigen, maar volgens president de Thou weigerde hij dat. De hertog van Anjou nam het hem blijkbaar niet kwalijk. Toen hij in mei 1573 tot koning van Polen werd gekozen, benoemde hij Baudouin tot staatsraad, maar nog vóór het vertrek stierf hij aan ziekte. Volgens Paquot was het een katholieke dood bediend door de Spaanse jezuïet Juan Maldonado. Hij werd begraven in het klooster van de Parijse trinitariërs.

## Publicaties
- Justiniani, sacratissimi principis, leges de re rustica (1542)
- F. Balduini Atrebatis jurisconsulti in suas annotationes in libros quattuor Institutionum Justiniani imp. prolegomena sive præfatio de jure civili (1545)
- Justinianus, sive de jure novo commentariorum libri IV (1546)
- Breves commentarii in præcipuas Justiniani imp. Novellas, sive authenticas constitutiones (1548)
- Ad leges Romuli regis. Ejusdem commentarii de legibus XII tabularum (1554)
- Constantinus Magnus, sive de Constantini imp. legibus ecclesiasticis atque civilibus commentariorum libri II (1556)
- Catechesis juris civilis (1557)
- Commentarius ad edicta veterum principum Romanorum de Christianis (1557)
- Scævola, sive commentarius de jurisprudentia Muciana (1558)
- M. Minucii Felicis Octavius restitutus (1560)
- De institutione historiæ universæ et ejus cum jurisprudentia conjunctione prolegomenon libri II (1561)
- Ad leges de famosis libellis et de calumniatoribus commentarius (1562)
- Responsio altera ad J. Calvinum (1562)
- Ad leges majestatis, sive perduellionis, libri II (1563)
- S. Optati libri VI de schismate Donatistarum (1563)
- Discours sur le faict de la réformation de l'Esglise (1564)
- Disputatio adversus impias Jacobi Andreæ theses de majestate hominis Christi (1565)
- Panégiric de F. Balduin sur le mariage du Roi (1571)
- Histoire des roys et princes de Poloigne, composée en latin et divisée en XX livres (1573)
- Notes sur les coutumes générales d'Artois (1704)
- Traité de la grandeur et excellence de la maison d'Anjou